# Pargny-sur-Saulx
 Pargny-sur-Saulx  es una población y comuna francesa de 1987 habitantes, en la región de Champaña-Ardenas, departamento de Marne, en el distrito de Vitry-le-François y cantón de Thiéblemont-Farémont.

## Geografía
Pargny-sur-Saulx se sitúa en el departamento de Marne, en el noreste del país y próximo a la frontera con Bélgica, se encuentra entre tres ciudades: Vitry-le-François, Saint-Dizier y Bar-le-Duc. El ferrocarril atraviesa la ciudad que está situada a 18 kilómetros del Lac du Der-Chantecoq, que es el mayor lago artificial de Europa.

## Demografía
| 2335 | 2731 | 3038 | 2786 | 2333 | 2174 | 1987 |
| Para los censos de 1962 a 1999 la población legal corresponde a la población sin duplicidades (Fuente: INSEE [Consultar]) |      |      |      |      |      |      |